# Lunule (parure)
Pour les articles homonymes, voir lunule.

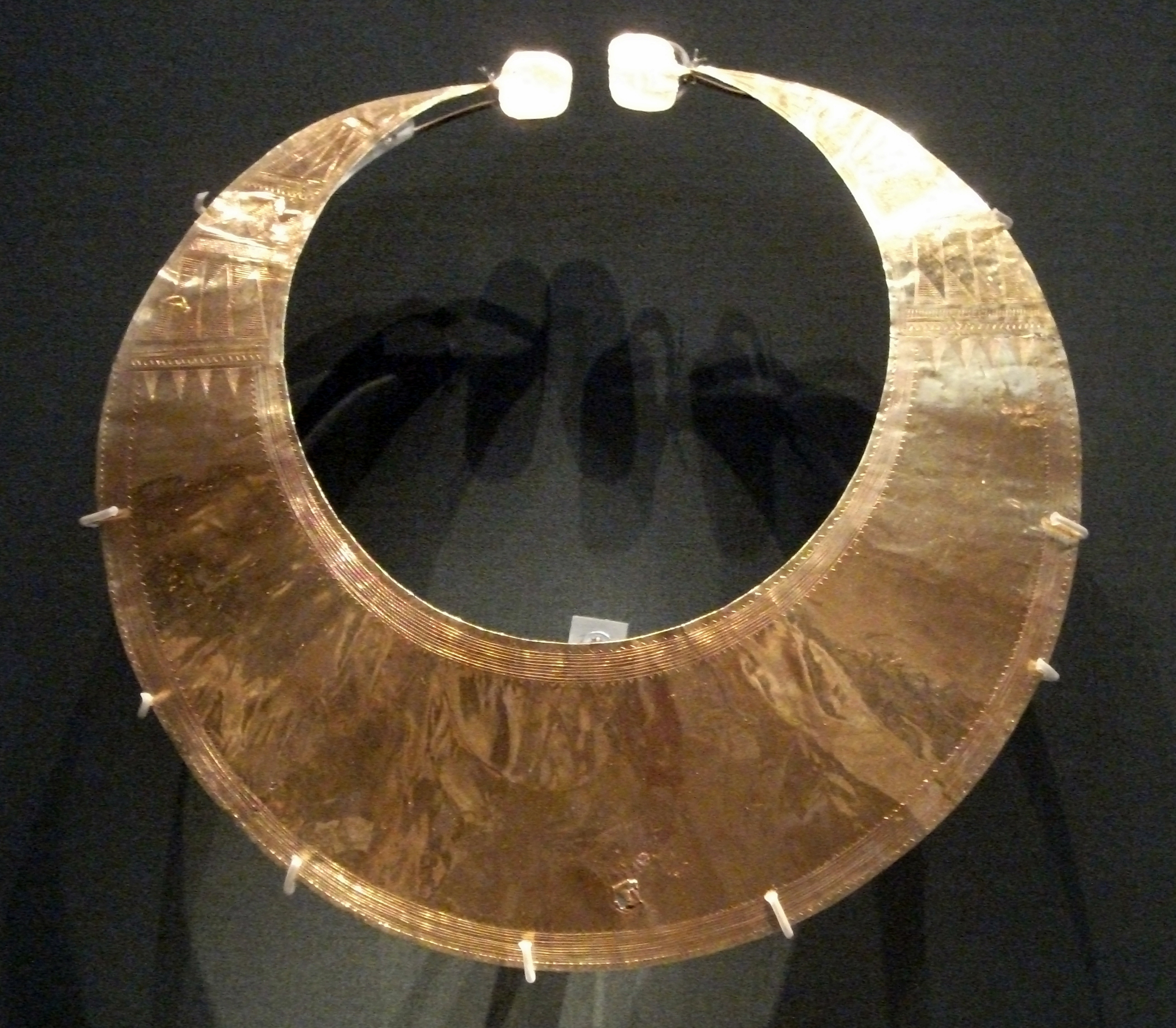
Lunule en or, Blessington, Irlande

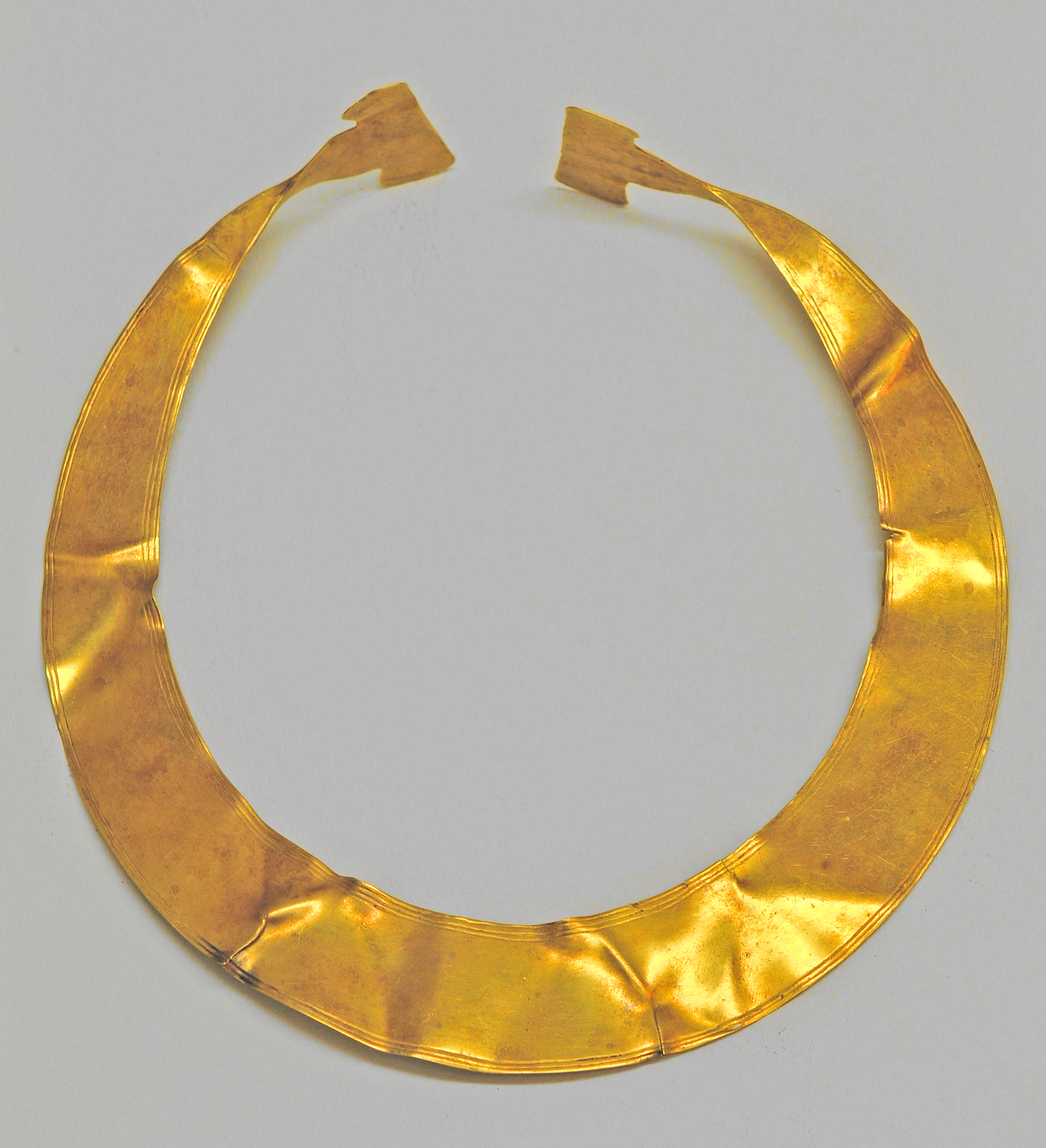
Lunule en or, Schulenbourg, Allemagne.

Une lunule est une parure de cou en forme de croissant de lune produite en Europe de l'Ouest à la fin du Néolithique et plus souvent au début de l'âge du bronze. Le terme vient du latin lunula qui signifie « petite lune ».
Plates et minces, les lunules sont constituées de métal, le plus souvent en or, mais aussi parfois en laiton ou en bronze. Sur la centaine d'exemplaires trouvés, plus de quatre-vingt provenaient d'Irlande. Bien qu'elles n'ont pu être directement datées, par association avec d'autres artefacts on estime la période de production vers 2200-2000 AEC.
Généralement les lunules sont ornées de formes géométriques, lignes et zigzags, la partie centrale restant non décorée.